# Erwin Keil
Erwin Keil (* 30. November 1980) ist ein österreichischer Fußballspieler.

## Karriere
Keil begann seine Karriere in der Jugendmannschaft des SK Bischofshofen, ehe er 2000 in das Bundesnachwuchszentrum Salzburg wechselte. 2001 ging sein Weg für ein Jahr leihweise zum FC Puch, ehe er 2002 zu SV Austria Salzburg wechselte. Dort gab Keil nach einigen Saisonen in der zweiten Mannschaft der Austria in der Saison 2004/05 sein Debüt in der Bundesliga.
Keil wurde am 6. November 2004 gegen den VfB Admira Wacker Mödling in der 82. Minute für Ricardo Villar eingewechselt. Sein erstes Bundesligator gelang den offensiven Mittelfeldspieler am 27. November 2004 gegen den SV Mattersburg, welches der 1:2-Anschlusstreffer bei der 1:2-Niederlage war. Keil kam damals in der 77. Minute für Roberto Brown ins Spiel. Ein weiterer Treffer in dieser Saison folgte.
Nach der Übernahme von SV Austria Salzburg durch Red Bull blieb Erwin beim Verein und spielte für die Amateurmannschaft von Red Bull Salzburg. 2008 schaffte er mit den Red Bull Juniors den Aufstieg in die zweithöchste österreichische Spielklasse, der Ersten Liga. Zur Winterpause 2007/08 wechselte Keil zum Salzburger Ortsrivalen SV Grödig und wurde dort auf Anhieb Stammspieler unter Trainer Heimo Pfeifenberger. Auch mit den Grödigern schaffte er den Aufstieg in die Erste Liga wechselte aber wieder in die Regionalliga West zu TSV St. Johann. Dort trägt er die Nummer 7.